# さくまみお
さくま みお（1988年3月14日 - 、本名：佐久間心央）は、日本のYouTuber、タレント、女優。佐賀県出身。

## 来歴
- 小学時代に見た漫画『こどものおもちゃ』や映画『学校の怪談』に刺激を受け、お芝居に憧れを抱くも田舎育ちで近くに養成所も無く、オーディション雑誌から応募するも落選が続く。[2]
- 高校卒業後、福岡のモデル事務所にスカウトされ九州を中心に芸能活動を開始。
- ベッキーの握手会に参加し、芸能界への憧れを話すと「共演しましょう」と言われたことをきっかけに、1週間後無一文で上京。
- 破天荒な行動力と文才が人気を呼び、1日10万アクセスの＂カリスマブロガー＂として上京後1年程、雑誌やテレビに出演。
- 翌年、ホリ・エージェンシーのオーディションを受け所属が決定する。
- 同年、準日テレジェニック2012に選ばれる。[3]
- 翌年東海テレビ/フジテレビ系列昼ドラ『モメる門には福きたる』で連続ドラマ初レギュラー出演。
- 『笑っていいとも!』のコーナーでバナナマン日村に「超セクシーな超能力者」として紹介され、女性では珍しい特技のフォーク曲げを披露し話題となる。[4]
- 2015年、所属事務所から独立。
- 2017年よりYouTubeにて競馬予想チャンネル[5]を開設。2016年の年間回収率は174％、同年9月11日にはWIN5で3262.8倍を的中。[6]チャンネル登録者数は4万8千人を超える（2022年5月現在）
- 同年10月に美容チャンネル『さくまみおの美ボディ研究部』[7]を開設。ハロウィンのコスプレをする為に体型作りをした動画が100万回再生を超え、バストアップ方法を語る動画は800万回再生を超える。チャンネル登録者数は31万人（2022年5月現在）
- 2021年、美ボディウェアブランド『miour（ミアー）』を立ち上げ、先行販売開始後わずか1分足らずで完売。[8]

## 人物
- 特技のフォーク曲げは、中学時代テレビ越しにMr.マリックの力を受け曲げれるようになった。[9]テレビ朝日「お願い!ランキング」内で“1分間で180度ねじれるフォークの本数”に挑戦し、2013年にアメリカで更新された14本（Most spoons twisted in one minute）のギネス世界記録[10]を超える15本に成功した。[11]番組スタッフによる計測の為、実際にギネス世界記録を更新したわけではない。
- 父はボートレーサー、母はモデル、長女はポーカー日本チャンピオンという勝負師の家系[12]で育ち（家族の名前は非公表）、本人は大の競馬好き。
- 乗馬のライセンスも取得しており「いつかエリザベス女王杯の誘導馬にドレス姿で騎乗するのも密かな夢」と語っている。[13]
- 佐賀北高校出身で、女優の中越典子の後輩にあたる。[9]
- テレビ東京のドラマ『不便な便利屋』の中で共演者、スタッフ、赤平市のボランティア1406名と共にギネス世界記録(Most Snowmen built in one hour)に挑戦し、ギネスホルダーとなる。[14][15]

## 作品

### 映像作品
- 心央といれば…（2013年1月24日、イーネット・フロンティア）

## 出演

### ドラマ
- 私が恋愛できない理由（2011年10月、フジテレビ）
- スイッチガール!!（2011年12月、フジテレビ）
- 最後から二番目の恋（2012年1月、フジテレビ）
- モメる門には福きたる（2013年1月－3月、東海テレビ）－藤島ルミ 役
- 明日の光をつかめ-2013夏-（2013年7月1日－8月30日、東海テレビ）－ミオ 役
- 三匹のおっさん 1話（2014年1月－3月、テレビ東京）－小西智美 役
- 名探偵たちからの挑戦状（2014年8月、BSイマジカ特別番組ドラマ）－アガサ 役
- 不便な便利屋（2015年4月－、テレビ東京）－常連客 役
- 不便な便利屋 2016 初雪（2016年12月、テレビ東京）－常連客 役
- 日本ボロ宿紀行 5話（2019年2月、テレビ東京）－コスプレイヤーくるみ 役

### CM
- 福岡銀行アレコレカード（2010年）アニメーション吹き替え
- 株式会社AIC不動産（2010年）
- マクドナルド月見バーガー（2010年－2013年）
- Microsoftサマーキャンペーン（2012年）
- DHCプロティンダイエット（2016年－2017年）
- JA夕張市夕張メロン（2016年－）

### バラエティ
- ドォーモ（2010年、KBC九州朝日放送）
- GeeBee（2010年、TNCテレビ西日本）
- 女子ブロ（2011年、テレビ東京）
- 恋のブログ（2011年、千葉テレビ）
- スッキリ!!（2012年、日本テレビ）
- ハードル・プードル（2012年、テレビ朝日）
- SmaSTATION!!（2012年、テレビ朝日）
- ゲーマーズTV夜遊び三姉妹（2012年、日本テレビ）
- アイドルの穴2012〜日テレジェニックを探せ!〜（2012年、日本テレビ）
- 有吉オリラジの不思議な結婚相談所〜恋クルリサイクル〜（2012年、関西テレビ）
- 笑っていいとも!（2013年3月、フジテレビ）
- JUNJI TABLE（2013年、テレビ朝日）
- ギョクセキっ!（2013年、関西テレビ）
- モテモテかんぱにーR25（2013年、関西テレビ）
- GORIGORIくりぃむ（2013年、テレビ朝日）
- 内村さまぁ〜ず#200『内さま200回記念を演出させてもらえない出川の哲朗！！』（2014年、TOKYO MX）
- 全力坂（2015年6月、テレビ朝日）
- お願い!ランキング（2015年9月、10月、テレビ朝日）

### 声優
- 盗聴探偵物語〜最終章〜 9話（2015年7月－、Welz Music）－倉橋真理香 役

### ウェブドラマ
- 愛車探偵 6話（2015年2月）－高橋詩織 役

### ウェブ番組
- バナナマンのテイテン（2012年、nottv）
- ふじびじ〜ふじびじ情報リポーティング〜（2012年－2014年、フジテレビ営業局情報発信サイト番組）－担当リポーター
- ウマバラ！（2014年－2018年、マシェバラ競馬バラエティ）－レギュラー
- それ乗り競馬TV（2018年－2019年、WALLOP）－レギュラー/MC
- スターホース情報局（2020年－、セガ YouTube番組）－レギュラー/MC
- 恋するアテンダー（2023年、ABEMA）[16]

### 舞台
- 「馬鹿は死んでもなおらない」（2012年8月、両国シアターΧ）－KOHARU 役
- 西原理恵子演劇祭2016!!“STRAYDOG”Produce公演「ぼくんち」（2016年1月23－2月7日、大阪ABCホール／東京芸術劇場）－みっちゃん 役
- “STRAYDOG”番外公演 =M&M=「軋み」（2016年6月8日－12日、八幡山ワーサルシアター）－久野遙　役

### ラジオ
- SUNSETGIRLSコンテストファイナリストに質問！（2010年、CROSS FM）
- 馬の耳にヘッドフォン（2013年、レインボータウンFM）
- UtaTenプレゼンツ　スタートゲート（2016年、文化放送）
- 日曜競馬ニッポン（2020年1月、ニッポン放送）
- TOKYO FMサンデースペシャル「さくまみおのラジオ(仮)」（2020年6月、エフエム東京）
- さくまみおのラジオ やってみお！（2020年-2021年、AuDee）－レギュラー

### コンテスト
- 日テレジェニック2012（2012年、準日テレジェニック）
- ノムライメージガールコンテスト（2010年、グランプリ）
- SUNSETGIRLSコンテスト（2010年、ファイナリスト）

### 雑誌
- 『CECILDOLLs』byCECIL Mc BEE（2011年）
- DECOLOG PAPER（2011年－2014年）
- FRIDAY（2013年）
- 月刊オーディション4・6月号（2015年）
- 週刊プレイボーイ有馬記念総力特集（2017年）
- サラブレ3・5月号（2018年）
- スポーツ報知裏一面日本ダービー予想（2019年5月）
- an・an美乳強化塾No.2267号（2021年9月）